# Melusina

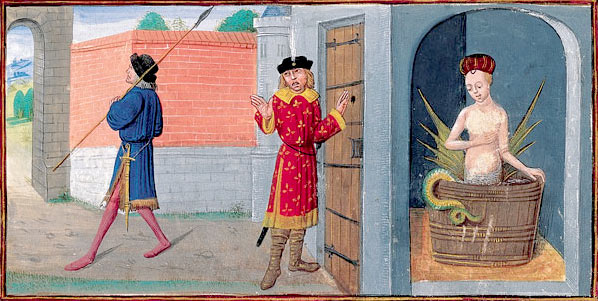
El descubrimiento del Secreto de Melusina, de Le Roman de Mélusine. Es una de las dieciséis pinturas hechas hacia 1410 por Guillebert de Mets (n. 1390 ó 1391 - f. después de 1436). La original se conserva en la Biblioteca Nacional de Francia.

Melusina (en francés: Mélusine) es una figura del folklore europeo de la Edad Media, una hada o espíritu femenino de agua dulce que habita en un pozo o río sagrado. Por lo general, se la representa como una mujer que es una serpiente o un pez de cintura para abajo (similar a una lamia o una sirena). A veces también se la ilustra con alas, dos colas o ambas.  La leyenda combina varios grandes temas legendarios, como el de las ninfas del agua o las sirenas, el ser de tierra (terroir), el guivre, el genius loci o espíritu guardián de un lugar, el súcubo que viene del mundo diabólico para unirse carnalmente con un hombre, o las banshees o presagios de la muerte.
Sus leyendas están especialmente relacionadas con las zonas del norte y el oeste de Francia (Poitou, Alsacia, Lorena, Champaña y Delfinado), Luxemburgo, Alemania y los Países Bajos.  En Francia, se encuentra bajo los nombres de Merlusse (en Vosgos), Mère Louusine (Côte d'Or), Merluisaine (Champaña).  El núcleo del cuento es que Melusina se casa con un caballero bajo la condición de un tabú especial, según el cual éste no debe verla en su verdadera forma: la de un hada acuática, normalmente con cuerpo de serpiente. Melusina se convierte en la fuente de la reputación y riqueza del caballero hasta que este rompe el tabú.
Melusina ha inspirado multitud de cuadros, sobre todo en su forma feérica: mitad mujer y mitad serpiente alada, pez alado, o dragón (según la versión) pero también esculturas, canciones y poemas. Los registros más antiguos de la historia de Melusine se remontan al siglo XII. Sus posibles orígenes se encuentran en leyendas precristianas de las culturas helénica, celta y del Oriente Próximo. Como leyenda histórico-genealógica, se remonta a la familia Lusignan de la región francesa de Poitou. La versión literaria más famosa de los cuentos de Melusina, en las que se le presenta como un hada de la literatura medieval francesa, aparece en la obra de Jean d'Arras,  Couldrette y Thiiring von Ringoltingen, quienes recopilaron una serie de cuentos y narraciones populares ambientadas en la corte del rey Arturo. A partir de la Edad Moderna, los elementos típicos de la historia desaparecieron y se hizo más hincapié en la trágica historia de amor. 
Constituye el paradigma que lleva su nombre, el hada melusiniana, la cual abandona su mundo feérico para unirse a un hombre y compartir con él su vida, su fortuna y ser la madre de sus hijos, a cambio únicamente de respetar una promesa. Respeto que generalmente no se mantiene.
Los textos han cambiado con el paso del tiempo. Si bien Melusina apareció al principio como una figura demoniaca, se cristianizó cada vez más en las novelas cortesanas de la Edad Media como antepasada de muchas familias. Se decía en cuentos populares y en la literatura medieval que la dinastía Limburgo-Luxemburgo (que gobernó el Sacro Imperio Romano Germánico de 1308 a 1437, así como Bohemia y Hungría), la Casa de Anjou y sus descendientes, la Casa de Plantagenet (reyes de Inglaterra), y la Casa francesa de Lusignan (reyes de Chipre de 1205 a 1472, y durante períodos más cortos en Cilicia y Jerusalén) eran descendientes de Melusina. 

## Versiones literarias
La historia de Melusina es un mito popular europeo de la Edad Media. Sus fuentes se remontan al siglo XII, si bien sus orígenes reales son en gran medida oscuros. Esto se debe, por un lado, a que en el pasado las historias sólo se transmitían oralmente y, por otro, a que una localización más precisa se ve dificultada por el hecho de que el motivo narrativo está muy extendido en las culturas europeas: un hombre que conecta con un ser sobrenatural por lo general femenino, cuya relación está ligada a la observancia de una prohibición o tabú. La versión literaria más famosa de la historia es la de Jean D´Arras, quien creó a este personaje en su obra Mélusine (1392). El fin perseguido era emparentar a los duques de Lusignan con un gran antepasado, en este caso un hada. Algunos años después, entre 1401 y 1405, el librero conocido únicamente por Couldrette publicó La Noble Historia de Lusignan o La historia de Melusina en prosa, ampliando la obra de D'Arras. Por último, Thiiring von Ringoltingen continúa con la historia en su novela Die scheme Melusine, aparecida en 1456.

### Nacimiento
Melusina era la hija mayor del rey Elinás, soberano de Albión, topónimo traducido habitualmente por Reino blanco y ubicado en Escocia. Este rey se casó en segundas nupcias con el hada Presina y con ella tuvo tres hijas también hadas: la mencionada Melusina, Melior y Palestina. Como hada melusiniana que era, Presina le impuso a su marido un pacto en virtud del cual él nunca podría verla cuando pariese o criase a sus hijos. Algo que incumplió Elinás, a instancias de su hijo nacido en su anterior matrimonio. El soberano visitó a su esposa cuando esta bañaba a las niñas/hadas. Como consecuencia Persina y sus hijas desaparecieron para siempre de su vida y fueron a la isla de Avalón.

### Hada amante

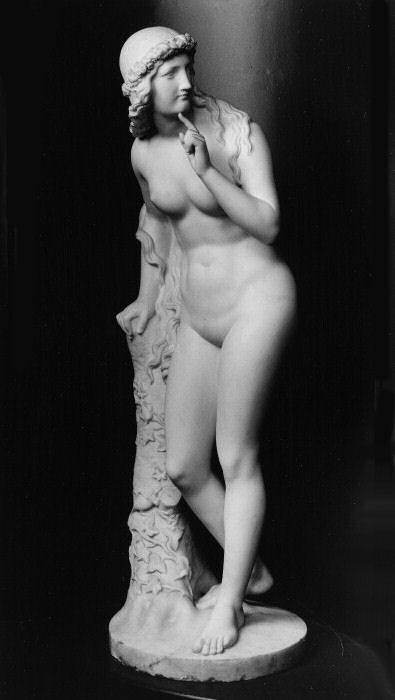
Melusina por Ludwig Michael von Schwanthaler.

Cuando las niñas crecieron en la que después sería última morada del rey Arturo usaron sus poderes de hadas y decidieron encerrar a su padre en la montaña mágica de Northumberland. Persina las acusa entonces de ser unas malas hijas, además de no mostrar compasión alguna. Por ello lanzó a Melusina un sortilegio que la condenó a ser hada «hasta el día del juicio», salvo que un hombre se casara con ella y no la viese nunca los sábados, para dificultar la búsqueda de marido el sortilegio de su madre contenía una segunda condena:

Tú Melusina que eres la más mayor, la más sabia y la culpable, por este encantamiento te convertirás en serpiente todos los sábados de cintura para abajo (....)

Melusina terminó encontrando a Raimondino, hijo del conde de Forez, en lo profundo de un bosque cuando ella iba ricamente vestida y en compañía de otras dos hadas. La mujer sujetó el caballo del muchacho con decisión y se dirigió a él sin ocultar en ningún momento su atractivo, su riqueza y sus deseos de formar una familia. Solo puso una condición: no ser vista nunca en sábado, cuando sufría su transformación corporal. Raimondín aceptó y ambos se casaron. En Baja Edad Media los hijos no primogénitos de la nobleza solo podían aspirar a dos formas de vida: la monacal o las armas. Esta última era más libre, pero las soldadas y los botines de guerra no solían cosechar una fortuna lo suficientemente cuantiosa como para garantizar un retiro cómodo, además la vida entre los hombres de armas solía ser muy solitaria por la pérdida progresiva de compañeros, reemplazados por otros más jóvenes. Asimismo, las mujeres monógamas han debido lidiar con la hipergamia: «tener sangre azul, ser rica o ser muy inteligente, es un hándicap a la hora de encontrar marido».

### El incumplimiento del pacto
El hada cumplió con su parte y del matrimonio nacieron diez hijos, todos con alguna deformación. Durante el primer año de casados, Melusina también emprendió la construcción de varios castillos y fortalezas, contribuyendo a la pujanza y el esplendor de la familia Lusignan. Sin embargo, su marido incumplió la promesa nupcial. Un sábado, empujado por la curiosidad incitada en parte por su hermano, Raimondino abrió con su espada un agujero en la puerta tras la que se bañaba Melusina. La vio muy blanca, muy bella, pero también observó como salía de la tina su cola de serpiente.
El descubrimiento no supuso el final del matrimonio, si le resultó muy doloroso al marido, pero siguieron juntos hasta que uno de los hijos quemó un convento y causó la muerte de varias personas. Llevado por la ira, Raimondino no guardó más el secreto y culpó a su mujer del hecho, achacándola el comportamiento del hijo a su naturaleza serpentiforme. Tras ese arrebato, Melusina abandonó el hogar y su marido para siempre, pero siguió volviendo al castillo para amamantar a sus hijos pequeños, así ellos también disfrutaron de su magnífica leche y crecieron igual de bien formados que sus hermanos.  Al final, salvo uno que optó por la vida religiosa, todos ellos se casaron y llegaron a ser reyes o, al menos, señores de la alta nobleza.

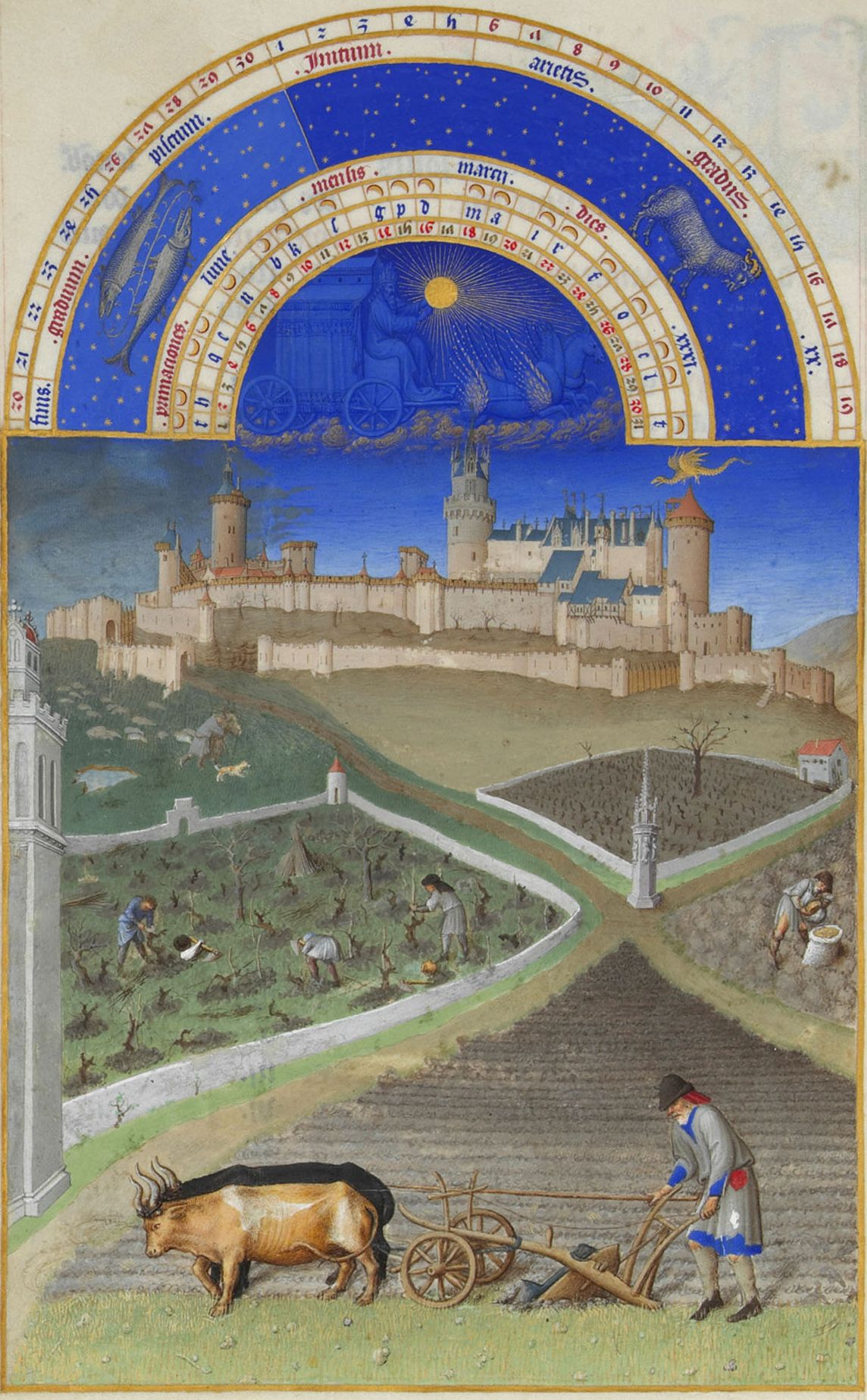
Melusina en forma de dragón sobre el Castillo de Lusignan en Las muy ricas horas del Duque de Berry.

## Melusina como paradigma de hada
Para Laurence Harf-Lancner (1984), calificada como la mejor estudiosa del mundo feérico medieval, Melusina encarna el tipo de hada que lleva su propio nombre. Todas ellas son mujeres muy blancas, muy bellas, jóvenes, dotadas de grandes riquezas y que viven en el bosque. A este grupo también pertenecen su madre y la amiga/amante de Lanval, caballero paupérrimo en la corte del rey Arturo creado por María de Francia. Al igual que las hadas morganianas, Melusina y otras serían una invención medieval dentro del ciclo artúrico. Las hadas aparecieron anteriormente en relatos, cuentos y otras historias del folklore centroeuropeo, especialmente bretón.
Harf-Lancner (1984) indica como característica de las hadas melusianas el deseo de salir de su mundo feérico y unirse a su amante/marido en el mundo terrenal. Este tipo de hadas contribuyen al matrimonio de múltiples formas, en especial formando una familia. Otra característica común a todas es la imposición de un pacto, pacto que su compañero no suele cumplir, por lo que se arruina o bien la unión o bien el continuar viviendo en el mundo terrenal.

## En la cultura popular
El hada Melusina ha sido recreada en varias artes y de varias formas.
- El momento en que Melusina es observada por su marido bañándose ha sido profusamente pintado desde la Edad Media. En los siglo XX y XXI también varios artistas han realizado versiones del hada mostrándola vestida y sin pasar por alto su innata carga erótica,[1] empleando técnicas contemporáneas como la generación digital o el aerógrafo.[6]

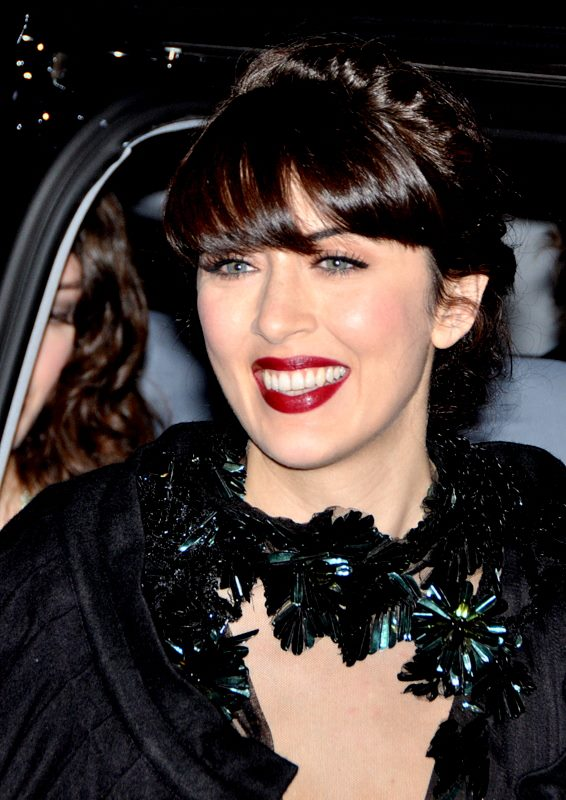
Nolwenn Leroy en 2013.

- Constituye la protagonista y narradora de la novela El unicornio del escritor argentino Manuel Mujica Lainez.[7]
- Hugo von Hofmannsthal le dedicó el poema Melusine.[n. 5]
- Numerosos webcomic la muestran o mencionan.[8]
- El compositor alemán Felix Mendelssohn le dedicó su melodía "Die schöne Melusine".
- La agrupación de metal sinfónico, metal gótico y folk/viking Leaves' Eyes compuso una canción titulada Melusin en su cuarto álbum en estudio: Meredead.
- Melusina inspiró a la cantautora francesa Nolwenn Leroy para su canción Mélusine, lanzada en su álbum de 2005 Histoires Naturelles.
- En el videojuego Final Fantasy XV es el jefe de la misión "Cuando un amigo se va".
- Melusina es citada en las series de televisión La Reina Blanca y La Princesa Blanca siendo la fuente mágica de la reina Isabel y su hija Lizzie.
- Melusina es la inspiración tras "Altergeist Melubusca", Carta de Monstruo de la franquicia Yu-Gi-Oh!. Dicha carta aparece tanto en el anime Yu-Gi-Oh! VRAINS como en el juego de cartas publicado por Konami.
- En el videojuego de smartphone, Fate/Grand Order, hace su aparición bajo el nombre de "Fairy Knight Lancelot" en el Lostbelt No.6: Faerie Round Table Domain, Avalon le Fae - The Moment a Planet is Born.
- En el videojuego Genshin Impact, las melusinas son una especie humanoide acuática de la región de Fontaine.